# Seongsan-dong
Seongsan-dong (koreanska: 성산동) är en stadsdel i stadsdistriktet Mapo-gu i Sydkoreas huvudstad Seoul.
Fotbollsarean Seoul World Cup Stadium ligger i Seongsan-dong.

## Indelning
Administrativt är Seongsan-dong indelat i:
| Namn      | Namn                | Yta km² | Invånare 31 dec 2020 |
| --------- | ------------------- | ------- | -------------------- |
| 성산제1동 | Seongsan 1(il)-dong | 0,80    | 19 679               |
| 성산제2동 | Seongsan 2(i)-dong  | 2,07    | 40 669               |